# الک کان
الک کان (انگلیسی: Alec Kann؛ زادهٔ ۸ اوت ۱۹۹۰) بازیکن فوتبال اهل ایالات متحده آمریکا است.
از باشگاه‌هایی که در آن بازی کرده‌است می‌توان به باشگاه فوتبال اسپورتینگ کانزاس‌سیتی و شیکاگو فایر اشاره کرد.